# Ahín
Ahín (oficialmente Aín) es un pequeño municipio de la provincia de Castellón en la Comunidad Valenciana, España. Perteneciente a la comarca de la Plana Baja.

## Geografía

Localización de Ahín en la comarca de la Plana Baja

Situado en la vertiente septentrional de la sierra de Espadán cerca del pico Espadán (1.039 m).
Emplazado en una cálida hoya adornada por pequeñas huertas de frutales y hortalizas, y, rodeada de elevadas y escarpades montañas, con una rica y apretada formación boscosa de alcornoques y pinares, Ahín ofrece un bello y encantador paisaje.
El término de Ahín constituye una zona caracterizada por una rica biodiversidad, con unos rasgos específicos que la diferencian respeto al resto del territorio valenciano. Esta variedad y riqueza ecológica está determinada fundamentalmente por el tipo de suelos (calcáreos o silicios), la altitud y las pronuciades diferencias microclimáticas que se producen entre las vertientes secas y cálidas de la solana y las frescas y húmedas de la umbría.
Aín disfruta de un clima templado, suave y subhúmedo durante la mayor parte del año, aunque durante los meses de diciembre y enero se alcanzan temperaturas bastante bajas, siendo muy fácil poder ver la nieve en las montañas de alrededor e incluso en el mismo casco urbano. 
Se accede a este pueblo desde Castellón tomando la CV-20 y luego la CV-10 y posteriormente la CV-223.

### Localidades limítrofes
El término municipal de Ahín limita con las siguientes localidades:
Alcudia de Veo, Eslida, Azuébar y Almedíjar todas ellas de la provincia de Castellón.

## Historia
De origen árabe, su nombre significa fuente. Fue conquistada por Jaime I en 1239 que mantuvo a la población musulmana, bajo la jurisdicción del cadí de Eslida según consta en la carta puebla de 1242. Habitaron estas tierras en paz y concordia, conservando sus tradiciones y formas de vida hasta el principio del siglo XVI, cuando se les impuso el bautizo bajo pena de muerte o destierro. Después de pertenecer a la Baronía de Jérica (hasta el año 1369) y al Ducado de Segorbe, en el siglo XVI pasó a ser propiedad real. En 1526, al tratar de imponerles el bautizo los moriscos de Ahín se sumaron a la sublevación de la sierra de Espadán, y amparándose al refugio natural de estas escarpadas montañas presentaron una tenaz resistencia, hasta que la revuelta fue sofocada por las tropas de Gaspar de Montsoriu. La ocupación de Ahín impidió, dada su situación estratégica, que se extendiera la rebelión. Cuando, en 1609, se decreta la expulsión de los moriscos los de Ahín se refugiaron nuevamente en la sierra de Espadán, pero finalmente fueron rendidos y exiliados. Según Sanchis Guarner, a principio de los años sesenta Ahín contaba con 298 vecinos, cifra que descendió a 131 en 1994.

## Demografía

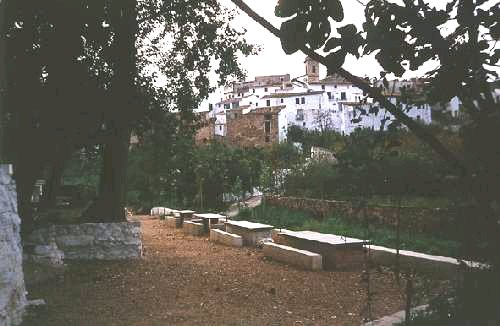
Ahín desde la Fuente de San Ambrosio

Ahín cuenta con una población de 131 habitantes (INE 2024).
| Gráfica de evolución demográfica de Ahín entre 1842 y 2021 |
| |
| Población de derecho según los censos de población del INE Población de hecho según los censos de población del INEEn estos censos se denominaba Ahín: 1842, 1857, 1860, 1877, 1887, 1897, 1900, 1910, 1920, 1930, 1940, 1950, 1960, 1970 y 1981 |

| 1990 | 1992 | 1994 | 1996 | 1998 | 2000 | 2002 | 2004 | 2005 | 2010 | 2019 |
| ---- | ---- | ---- | ---- | ---- | ---- | ---- | ---- | ---- | ---- | ---- |
| 129  | 134  | 131  | 130  | 155  | 167  | 156  | 153  | 149  | 149  | 127  |

### Economía
Tradicionalmente basada en la agricultura de secano predominando el olivar, almendro, manzano y cerezo.
Al estar situado en plena sierra de Espadán cuenta con una importante masa forestal de pinos y alcornoques. De estos últimos se extrae el corcho que ha propiciado una interesante artesanía.

### Política
| Periodo   | Nombre                   | Partido   |
| --------- | ------------------------ | --------- |
| 1979-1983 | Herminio Lengua Rochera  | UCD       |
| 1983-1987 | Miguel Miravet Castelló  | PSPV-PSOE |
| 1987-1991 | Antonio García Moliner   | PSPV-PSOE |
| 1991-1995 | Antonio García Moliner   | PSPV-PSOE |
| 1995-1999 | Arturo María Sorribes    | PSPV-PSOE |
| 1999-2003 | Vicent Franch Ferrer     | BLOC      |
| 2003-2007 | Herminio Lengua Rochera  | PSICV     |
| 2007-2011 | Ricardo Miró Ballester   | PSPV-PSOE |
| 2011-2015 | Ricardo Miró Ballester   | PSPV-PSOE |
| 2015-2019 | Javier Sorribes Gil      | Compromís |
| 2019-2023 | Javier Sorribes Gil      | Compromís |

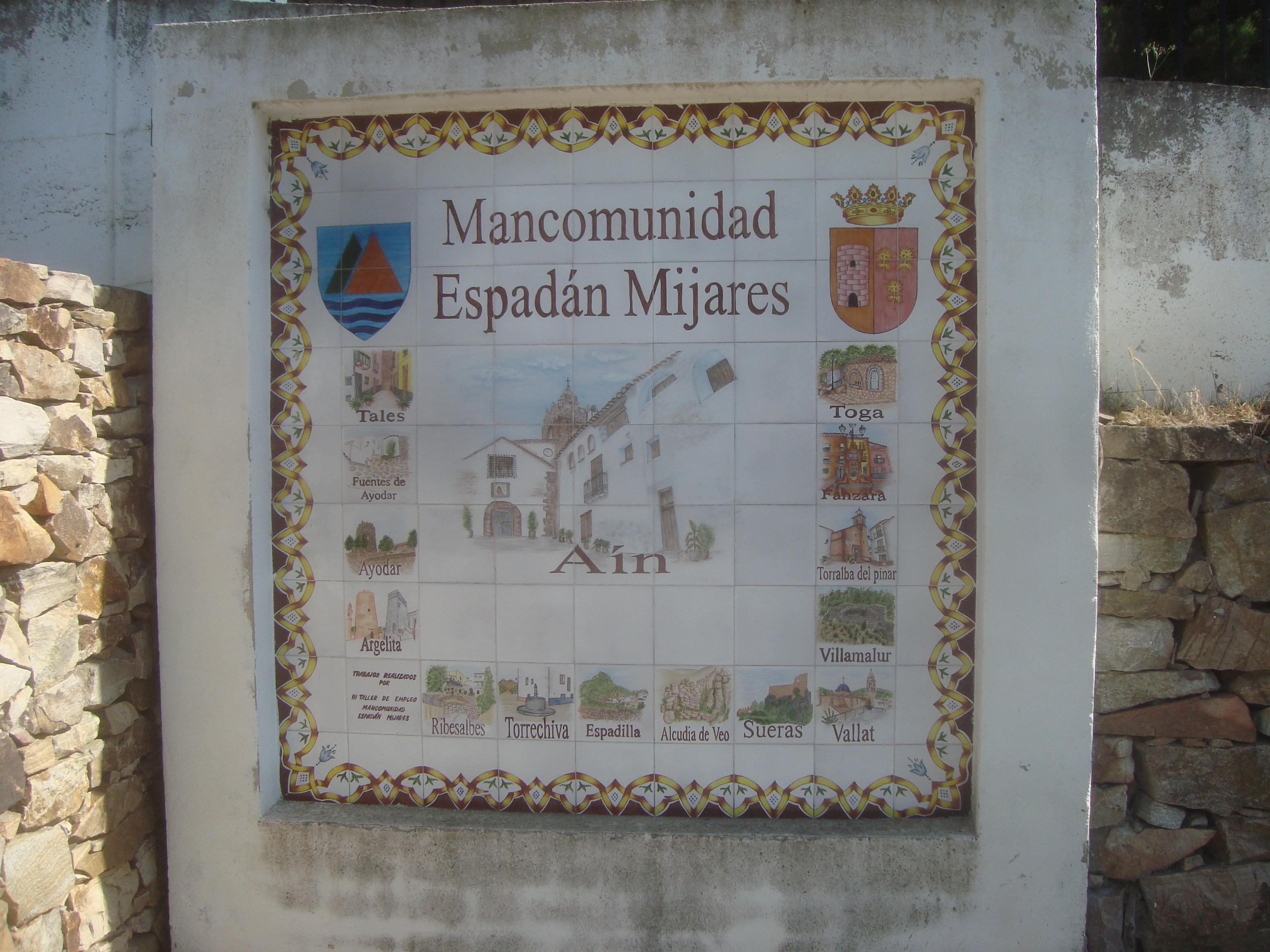
Panel informativo de Ahín como municipio de la Mancomunidad Espadán-Mijares

| 2023-act. | Ainhoa Buigues Mondragón | Compromís |

## Monumentos

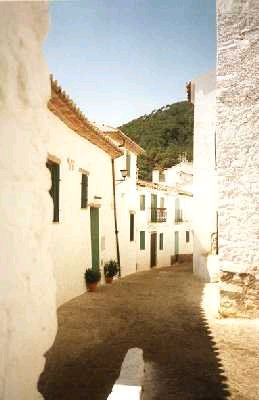
Casco antiguo

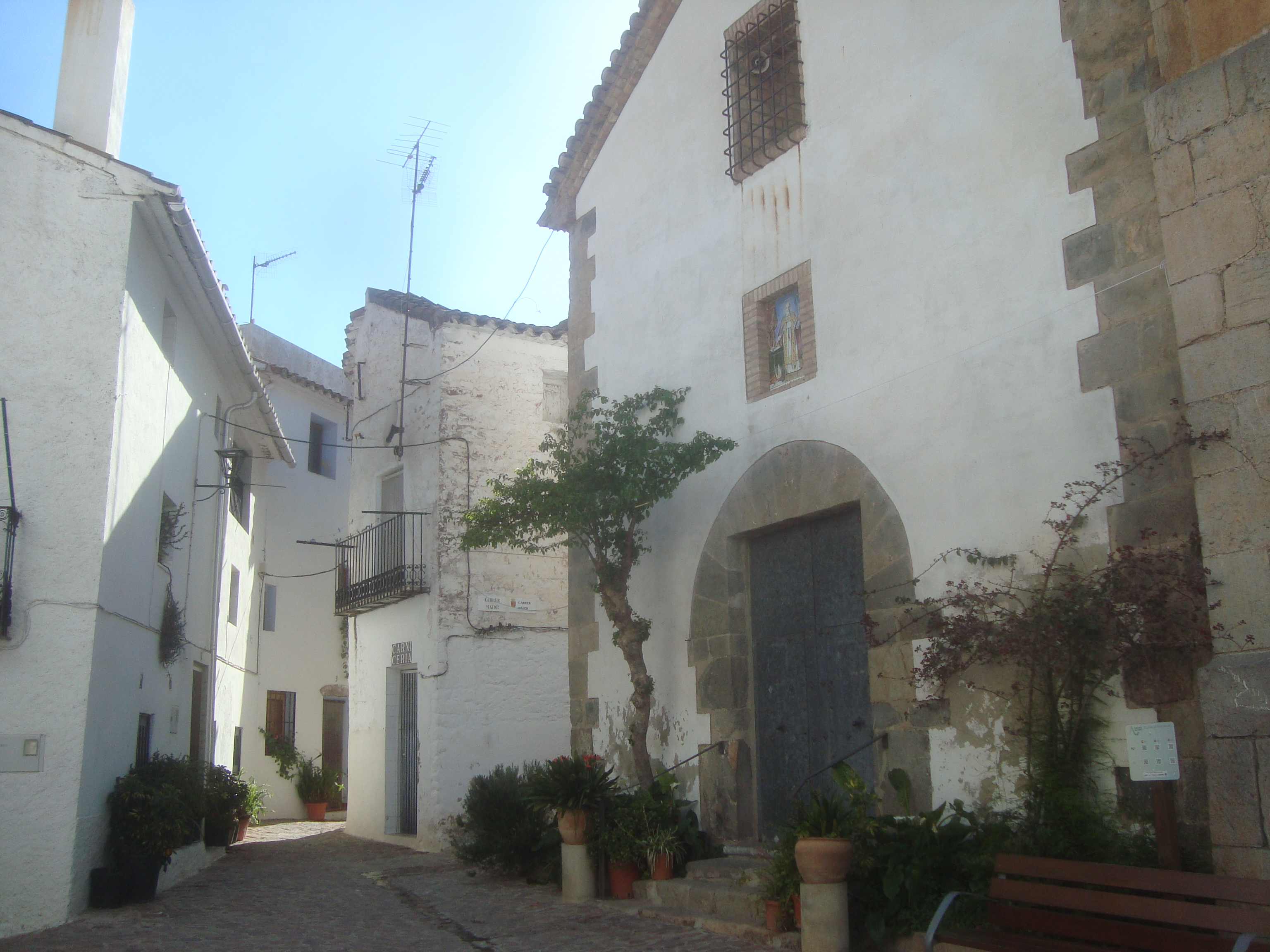
Iglesia parroquial de San Miguel

### Monumentos religiosos
- Iglesia de San Miguel. Construida en el siglo XVIII, tiene una torre de sillería y una única nave con columnas de estilo corintio. De su patrimonio destaca un lienzo de San Ambrosio del siglo XIX.
- Calvario. Rodeado por un impresionante paisaje conformado por un denso bosque de alcornoques, aloja a su interior la imagen del Cristo, al cual se dedican las principales fiestas de la localidad.

### Monumentos civiles
- Casco urbano antiguo. El accidentado relieve de su emplazamiento, desplegado sobre las faldas circundantes de la Peña Pastor, ha configurado su peculiaridad e identidad urbanística que todavía conserva el recogimiento, sencillez e intimidad de la vida rural, con empinados y estrechas calles de ascendencia moruna, dónde sol y sombras juegan sobre el encalado blanco de las casas.
- Castillo. De origen árabe. Pese a su estado ruinoso, este castillo fue uno de los núcleos más importantes de la resistencia de los moriscos rebeldes de Ahín a lo largo del siglo XVI. De entre sus restos cabe destacar la torre del homenaje y una torreta de vigilancia separada del recinto fortificado. Desde la cumbre del castillo se puede disfrutar de una formidable panorámica.
- El Molino de Enrique. Antiguo y bucólico molino de harina que constituye, sin duda, un auténtico baluarte de la arquitectura rural de la zona de Espadán.

## Lugares de interés
Sin duda, el agua, fuente de vida, es el distintivo más significativo de Ahín. Ahín, es topónimo de agua, de fuente, y de ahí nace el nombre que los árabes le dieron: "Ayn". Entre las innumerables fuentes y fontecillas que engalanan su término cabe destacar: la Fuente Caridad, la Fuente Caliente, las fuentes del Juncaret, barranco del Rojo y Noguerales, otras como la Fuente del Río (San Ambrosio), del Beato, del Avellano o la Balsita, y sobre todo el curso de agua subterráneo que discurre por el interior de la denominada cueva de La Covatilla.

## Fiestas
- San Antonio. Se celebra el sábado más próximo al 17 de enero. Es típico la bendición de los animales, los buñuelos con higos y la hoguera popular a la plaza.
- Fiestas del Cristo del Calvario. Se celebran entre el 15 y el 18 de agosto.
- Fiestas Patronales. En honor de San Ambrosio. (7 de diciembre). Los actos festivos y las comidas de hermandad congregen a todos los vecinos del pueblo alrededor de una gran hoguera que se enciende en la plaza a lo largo de los dos o tres días que duran las fiestas.

## Gastronomía

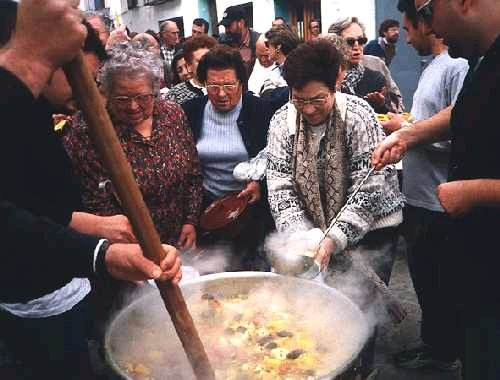
Olla de pueblo

Es muy típica la "olla de pueblo", con las diferentes variedades según la época del año; el arroz caldoso, la paella de montaña y las carnes tostadas a la brasa, sin olvidar, las cada vez más apreciadas "Calderas" de San Ambrosio. Con respecto a los dulces destacan las típicas "Orelletes" con miel, los buñuelos de San Antonio, los panes de higos o los turrones.